# Harmony (film)
Harmony er en dansk kortfilm fra 1995 instrueret af Lotte Svendsen efter eget manuskript.

## Handling
Denne artikel mangler et handlingsreferat. Hjælp os med at skrive det.

## Medvirkende
- Sofie Stougaard
- Helle Dolleris
- Mikael Birkkjær
- Jesper Asholt
- Bent Warburg